# Passo do Sabão
Passo do Sabão é um distrito do município de Viamão, no Rio Grande do Sul.  Pertence ao grupo dos três distritos de predominância urbana, juntamente com Viamão e Viamópolis. Passo do Sabão é também o distrito de maior população, com cerca de 41% dos habitantes do município. 

## A origem do distrito
Em 1895, por meio de ato administrativo, o município de Viamão foi dividido em distritos: Viamão, Estiva, Itapuã e Lombas. Com o decorrer das décadas, e em razão de mudanças políticas, a nomenclatura e a quantidade de distritos foi modificada. Em dezembro de 1953, é criado o distrito de Passo do Sabão, que então passou a abranger a porção noroeste do município. 

## O distrito e a população
Na década de 1960, o desenvolvimento industrial no município de Porto Alegre elevou a participação dos setores secundário e terceário na economia regional. Este processo proporcionou expressivo aumento no fluxo migratório de trabalhadores, que visando melhores condições de trabalho, partiam das cidades do interior para capital. A dificuldade imposta pela prefeitura de Porto Alegre na comercialização de lotes conduziu esta população às regiões periféricas e aos municípios próximos, onde as regulamentações eram amenas. Por estar situado às margens da chamada estrada do Mato Grosso, Passo do Sabão se tornou atrativo, e passou a receber um número crescente de famílias. 

### A zona urbana
A zona urbana de Passo do Sabão abrange a maior parte do distrito. Apesar de conservar boas condições em infraestrutura e comércio desenvolvido em algumas áreas, o distrito também sofre, em vários loteamentos, pela falta de itens fundamentais como saneamento básico.      

#### O desenvolvimento comercial
A região de maior desenvolvimento no distrito é constituida pelos loteamentos Santa Isabel  e Santa Cecília, que já nos anos de 1950, expressavam atividade comercial por meio de pequenos estabelecimentos. O município investiu em infraestrutura. Nos anos de 1980, a região se tornou a segunda área mais desenvolvida do município. A localização do distrito, e sua numerosa população atraíram grandes empresas do setor de serviços. 

#### A infraestrutura nos loteamentos periféricos
Passo do Sabão, por outro lado, carece de infraestrutura em suas regiões periféricas. Nos loteamentos Augusta Marina e Augusta Fiel, grande parte das residências não estão conectadas à rede de esgoto.
A falta de programas de saneamento básico conduz a população a despejar os detritos de suas habitações pelas ruas a céu aberto, os quais fluem sem nenhuma contenção aos córregos da região, poluindo assim o solo e o ambiente. O descaso da população também vem degradando os córregos que cortam estes loteamentos. Em Augusta Marina, os córregos Santa Cecília e Cantegril  recebem grande quantidade de lixo, que aliados a geografia da região, em dias de chuva provocam inúmeros transtornos como enchentes e inundações. 

#### As áreas alagáveis
Com uma geografia baixa e plana, as áreas próximas a rua Teodoro Luis de Castro no loteamento Augusta Meneguini sofrem com alagamentos e inundações.  Pertencente a região de um antigo banhado, o loteamento faz parte da bacia hidrográfica do arroio Feijó  e é o ponto de encontro dos seus cinco afluentes: 
- Córrego Dornelinhos;
- Córrego Cantegril;
- Córrego Santa Cecília;
- Córrego Seminário;
- Córrego Morro Santana.

### A zona rural
A zona rural de Passo do Sabão abrange uma pequena área na região nordeste do distrito.

## A Reserva Natural Municipal Saint´Hilaire
A região sul do distrito é ocupada integralmente pala Reserva Natural Municipal Saint´Hilaire. O parque surgiu em 1947 como jardim botânico municipal, sendo elevado ao status de reserva permanente somente em 2003. Possui 1 148 hectares limitados ao norte pala rodovia RS-040, ao nordeste pelo distrito de Viamópolis, ao leste pelo distrito de Viamão, ao sul pelo distrito do Espigão e ao oeste pelo município de Porto Alegre. 

## As perdas políticas
O distrito de Passo do Sabão, durante a década de 1990 sofreu perdas em sua geografia política. 

### Viamópolis
Em 1991, o então prefeito de Viamão Jorge Chiden, sancionou um novo decreto, que visava reformular a divisão político administrativa no município. Surgiu então o distrito de Viamópolis na região que até então, correspondia a porção sudeste de Passo do Sabão. 

### Parque Índio Jari
E em dezembro de 1995, o governo do estado expediu decreto, a fim de anexar parte do loteamento Parque Índio Jari ao município de Porto Alegre. Com isto, Passo do Sabão perdeu a região que antes pertencia ao extremo norte do distrito. 